# Dianshan Hu
Dianshan Hu är en sjö i Kina. Den ligger i den östra delen av landet, 1 100 km söder om huvudstaden Peking. Dianshan Hu ligger 1 meter över havet. Arean är 63 kvadratkilometer. Trakten runt Dianshan Hu består till största delen av jordbruksmark. Den sträcker sig 13,2 kilometer i nord-sydlig riktning, och 11,3 kilometer i öst-västlig riktning.